# Карран, Джоан
Джоан Элизабет Карран (26 февраля 1916, Суонси — 10 февраля 1999, Глазго) была валлийским физиком, сыгравшим важную роль в разработке радара и атомной бомбы во время Второй мировой войны. Она изобрела дипольные отражатели, метод радиолокационного противодействия, которому приписывают снижение потерь среди экипажей бомбардировщиков союзников. Она также работала над разработкой бесконтактного взрывателя и процесса электромагнитного разделения изотопов для атомной бомбы.
Позже она стала одной из основательниц Шотландского общества родителей умственно отсталых детей.

## Ранние годы
Джоан Элизабет Строзерс родилась 26 февраля 1916 года в Суонси, Уэльс, в семье оптика Чарльза Уильяма Строзерса и его жены Маргарет Беатрис, урождённой Миллингтон. Она получила образование в средней школе для девочек Суонси, а в 1934 году выиграла открытую стипендию в колледже Ньюнэм в Кембридже. В 1935 году она гребла в женской университетской восьмёрке в первых настоящих гонках на лодках среди женщин против Оксфорда. Она получила степень с отличием по физике, но та не была присуждена, потому что события происходили до того, как женщинам разрешили кембриджские степени. Когда ей было за семьдесят, в 1987 году она была удостоена степени доктора права honoris causa Университета Стратклайда.
Строзерс, которая «имела научный эквивалент садоводства с зелёными пальцами», получила правительственный грант на обучение для получения более высокой степени и решила поступить в Кавендишскую лабораторию в Кембридже, где она присоединилась к Сэмюэлу Каррану в команде под руководством Филипа Ди. Вскоре она заработала репутацию человека «чрезвычайно ловкого, исключительно аккуратного и умелого в использовании оборудования». В 1939 году Ди предложил команде провести месяц в Королевском авиационном заводе на аэродроме Фарнборо. Они прибыли 1 сентября 1939 года. Два дня спустя Великобритания объявила войну Германии, и Великобритания вступила во Вторую мировую войну.

## Вторая мировая война
Вместо того, чтобы вернуться в Кавендиш, команда переехала в Эксетер, где Ди и трое других учёных работали над разработкой ракет в качестве зенитного оружия, а Строзерс и Карран присоединились к группе под руководством Джона Коулза, работавшей над разработкой бесконтактного взрывателя. Строзерс обосновалась в Leeson House и Durnford School. Она и Карран разработали работоспособный взрыватель с кодовым названием VT, аббревиатура от «Взрыватель с переменным временем срабатывания» (англ. Variable Time fuze). Система представляла собой небольшой доплеровский радар ближнего действия, в котором использовалась умная схема. Однако у Британии не было возможности для массового производства взрывателя, поэтому конструкция была показана Соединённым Штатам миссией Тизарда в конце 1940 года. Американцы усовершенствовали взрыватель и наладили его массовое производство. Со временем эти бесконтактные взрыватели прибыли в Соединённое Королевство, где они сыграли важную роль в защите королевства от бомб Фау-1.

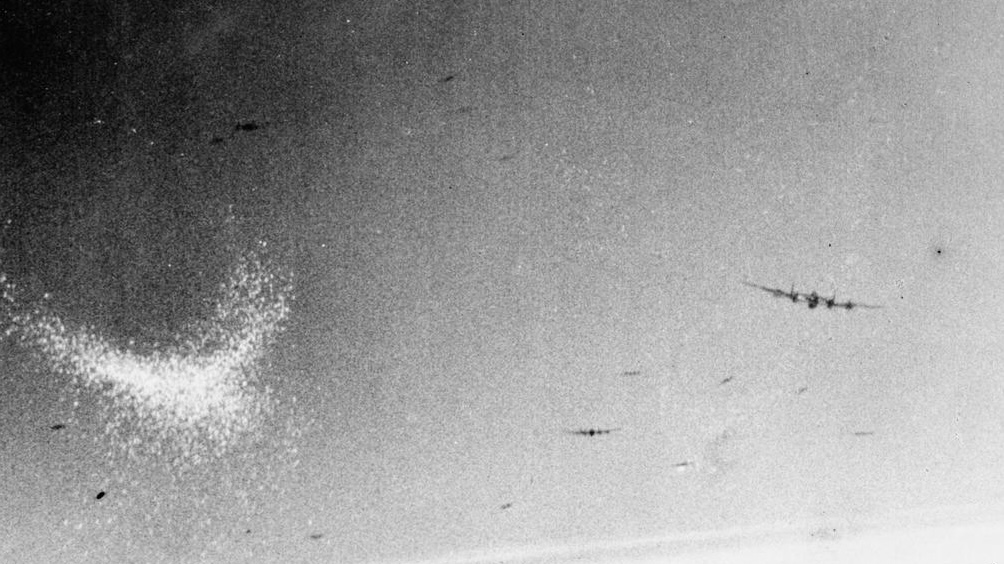
Ланкастер сбрасывает дипольный отражатель (белое облако в форме полумесяца слева на картинке) над Эссеном во время налёта тысячи бомбардировщиков.

Строзерс вышла замуж за Каррана 7 ноября 1940 года. Вскоре после этого их перевели в Исследовательский центр телекоммуникаций недалеко от Санаджа, где Сэм работал над сантиметровым радаром, а Джоан присоединилась к группе контрмер в соседней лаборатории. Именно с этой группой, в Санадже, а затем в Малверне, Джоан разработала метод с кодовым названием Window, который также известен как дипольный отражатель. Она испробовала различные типы радиолокационных отражателей, включая проволоку и листы, прежде чем остановилась на полосках оловянной фольги шириной в 1-2 сантиметра и 25 сантиметров в длину, которые можно было разбрасывать с бомбардировщиков, нарушая таким образом работу радаров противника. Window было впервые использовано в операции «Гоморра», серии рейдов на Гамбург, и привело к гораздо более низким потерям, чем обычно. В рамках операции «Налогообложение» 5-6 июня 1944 г. Авро Ланкастерс из 617-й эскадрильи сбросил Window с целью создания фантомного вторжения кораблей в Дуврском проливе и удержания немцев в неуверенности относительно того, будет ли нанесён удар союзников на Нормандию или в район Па-де-Кале. Позже Р. В. Джонс заявил: «По моему мнению, Джоан Карран внесла ещё больший вклад в победу в 1945 году, чем Сэм».
В начале 1944 года Карраны входили в группу британских учёных, приглашённых в США для участия в Манхэттенском проекте — проекте союзников по разработке атомной бомбы. Они присоединились к британской миссии в радиационной лаборатории Беркли в Калифорнии, возглавляемой Марком Олифантом, выдающимся австралийским учёным, которого Джоан знала по Кавендишской лаборатории. Олифант также был де-факто заместителем Эрнеста Лоуренса, директора Радиационной лаборатории. Задача лаборатории заключалась в разработке процесса электромагнитного разделения изотопов для создания обогащенного урана для использования в атомных бомбах.
Находясь в Беркли, Джоан родила своего первого ребёнка, дочь Шину, которая родилась с серьёзными умственными недостатками. Позже у них родилось трое сыновей, каждый из которых получил докторскую степень.

## Поздняя жизнь
После окончания войны Сэм принял предложение Ди стать профессором натуральной философии в Университете Глазго. В Глазго Карраны вместе с несколькими друзьями создали Шотландское общество родителей умственно отсталых детей, которое со временем выросло до 100 отделений и насчитывало более 5000 членов. Позже Джоан была членом Совета по здравоохранению Большого Глазго и Scottish Special Housing Association, нужды инвалидов всегда были в центре её внимания, и она много делала для улучшения их благосостояния. Она проявила большой интерес к работе Совета по доступу для инвалидов и помогла улучшить ряд приспособлений, особенно для университетских студентов-инвалидов.
Сэм работал в Исследовательском центре атомного оружия в Олдермастоне над разработкой британской водородной бомбы с 1955 по 1959 год. Он вернулся в Глазго в 1959 году в качестве директора Королевского колледжа науки и технологий. Когда в 1964 году колледж стал Университетом Стратклайда, первым новым университетом в Шотландии за 384 года, он стал его первым директором и вице-канцлером. Пока её муж был директором, Джоан основала женскую группу Стратклайда и стала её президентом. Джоан Карран была удостоена почётной степени доктора литературы Университета Стратклайда в 1987 году.
Во время войны в Шотландии базировалась 1-я польская бронетанковая дивизия, что зародило связи между шотландской и польской общинами. Джоан поддерживала особые отношения с Лодзинским техническим университетом, а также проявляла заботу и внимание к детской больнице этого города. Позже она учредила благотворительный фонд Lady Curran Endowment для зарубежных, особенно польских студентов.
Сэм умер 25 февраля 1998 года. Будучи тяжело больной в 1998 году раком, Джоан открыла мемориальную доску в Бэрони-холле в Глазго в память о своём муже, и было объявлено, что обнесённый стеной сад в Росс-Порири на озере Лох-Ломонд будет назван в её честь, и что там будет построен Летний дом Джоан Карран. Джоан умерла 10 февраля 1999 года и была кремирована в крематории Далдови. Её дочь Шина, трое сыновей и трое внуков пережили её.